# Dryopteris × brathaica
Dryopteris × brathaica là một loài dương xỉ trong họ Dryopteridaceae. Loài này được Fraser-Jenk. & Reichst. mô tả khoa học đầu tiên năm 1977.
Danh pháp khoa học của loài này chưa được làm sáng tỏ. 